# Souvenirs, souvenirs
Souvenirs, souvenirs (v českém překladu Vzpomínky, vzpomínky) je francouzské komediální drama, které v roce 1984 natočil režisér Ariel Zeitoun.

## Děj
Film zachycuje během několika měsíců osud dvou bratrů. Mladší Antoine je zamilován do své učitelky hudby Hélène. Starší Rego se po návratu z války v Alžírsku snaží navázat na svou přerušenou hudební kariéru. Děj se odehrává v Paříži roku 1962.

## Obsazení
| Christophe Malavoy | Rego Boccara     |
| Gabrielle Lazure   | Hélène           |
| Philippe Noiret    | ředitel gymnázia |
| Annie Girardotová  | Emma Boccara     |
| Pierre-Loup Rajot  | Antoine Boccara  |
| Marlène Jobertová  | Nadia            |